# Tipo 055
El destructor Tipo 055 (designación OTAN Renhai) es una clase de destructores furtivos de misiles guiados (cruceros de misiles guiados según STANAG) que se están construyendo para la Armada del Ejército Popular de Liberación de China. Tiene un diseño multimisión; La combinación de sensores y armas sugiere un papel principal de la defensa aérea, con capacidades de guerra antisubmarina que superan a los anteriores buques de combate de superficie chinos. La primera unidad entró en servicio activo en 2020.
Se espera que el Tipo 055 emprenda misiones expedicionarias en aguas azules y forme la escolta principal de los portaaviones chinos. Estados Unidos clasifica estos barcos como cruceros ya que la Armada de los Estados Unidos define un crucero como un gran combatiente de superficie multimisión con capacidad de ser naves capitanas; esto sugiere que EE. UU. espera que el Tipo 055 cumpla una función similar a la de los cruceros de la clase Ticonderoga.

## General

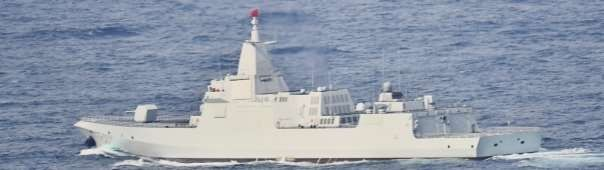
Vista trasera del Lhasa (DDG-102)

El Tipo 055 es un desarrollo adicional de la clase de destructor anterior (Tipo 052D, también conocido como la clase Luyang III), y está destinado a complementarlo parcialmente en servicio. Según el estado actual (octubre de 2021), la Armada china tiene previsto construir un total de 16 unidades de este tipo.

## Unidades
| Identificador | Nombre          | Astillero                                                               | Lanzamiento              | Puesta en marcha        | Observaciones (Flota)    |
| ------------- | --------------- | ----------------------------------------------------------------------- | ------------------------ | ----------------------- | ------------------------ |
| 101           | Nanchang (南昌) | Astillero de Jiangnan, Shanghái                                         | 28 de junio de 2017      | 12 de enero de 2020     | Activo (Flota del Norte) |
| 102           | Lhasa (拉萨)    | Astillero de Jiangnan, Shanghái                                         | 28 de abril de 2018      | 7 de marzo de 2021      | Activo (Flota del Norte) |
| 105           | Dalian (大连)   | Compañía de la industria de construcción naval de Dalian (DSIC), Dalian | 3 de julio de 2018       | 23 de abril de 2021     | Activo (Flota del Sur)   |
| 106           | Yan'an (延安)   | Compañía de la industria de construcción naval de Dalian (DSIC), Dalian | 3 de julio de 2018       | 22 de febrero de 2022   | Activo                   |
| 103           | Anshan (鞍山)   | Astillero de Jiangnan, Shanghái                                         | 12 de septiembre de 2019 | 11 de noviembre de 2021 | Activo                   |
| 107           | Zunyi (遵义)    | DSIC, Dalian                                                            | 26 de diciembre de 2019  |                         | Activo                   |
| 104           | Wuxi (无锡)     | Astillero de Jiangnan, Shanghái                                         | 9 de mayo de 2020        | 10 de marzo de 2022     | Activo                   |
| 108           | Xianyang (咸阳) | DSIC, Dalian                                                            | 20 de agosto de 2020     |                         | Activo                   |

## Tecnología

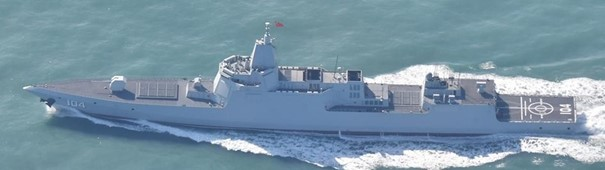
Vista aérea del Wuxi (DDG-104)

### Furtividad
El Tipo 055 adopta un casco acampanado convencional con características sigilosas distintivas que incluyen una proa cerrada, donde los puntos de amarre, las cadenas del ancla y otros equipos se ocultan debajo de la cubierta.

### Casco y propulsión
El casco de un destructor Tipo 055 tiene 180 metros de largo, 20 metros de ancho y tiene un desplazamiento máximo de más de 12.000 toneladas con un calado de 6,6 metros. El accionamiento lo proporcionan cuatro turbinas de gas principales y seis adicionales (accionamiento COGAG). La potencia se entrega a dos ejes, cada uno con un tornillo. La velocidad máxima es de 30 nudos (56 km/h).

### Armamento
El armamento consta de un cañón de 130 mm, dos sistemas de lanzamiento vertical (Vertical Launching System) de 48 y 64 celdas cada uno. Estos pueden albergar misiles de crucero, misiles antibuque, misiles antiaéreos HHQ-9 y misiles antisubmarinos . Además, un sistema de defensa de corto alcance H/PJ-11 de 30 mm basado en tubos está instalado delante del puente y un lanzador de 24 misiles antiaéreos de corto alcance HHQ10 en la parte de popa del barco. También hay cuatro lanzadores de señuelos Tipo 726-4, cada uno con 18 tubos. Se lleva un helicóptero Harbin Z-9C o Z-18F para la caza submarina y otras tareas.